# 蝗虫論
蝗虫論（こうちゅうろん）は、中国人の流入を厭う言論のこと。主に香港に流入する中国人に対する非難をいう。この他、上海への流入者や、北京地下鉄の野蛮な乗客を「蝗虫」と指すこともある。「蝗虫」は字義通りバッタを意味し、バッタは大量発生・渡りをして農作物を食い荒らすなど、蝗害をもたらすことで知られる。
2012年の香港における「蝗虫広告」で広く知られるようになった。蝗虫広告は「香港人よ、忍耐はもう十分だ」「双非児童の養育に18分あたり百万ドルを払う香港を、あなたは望むのか？」をキャッチフレーズとして知られる香港の日刊紙『蘋果日報』の広告である。

## 語源
中国人を蝗虫（バッタ）と呼ぶ用例は19世紀には既に見られる。英国の作家アーチボールド・ジョン・リトルは、（フランスの宣教師）アルマン・ダヴィドの言として「中国人はバッタのようだ。経由地に緑は寸分も残らない」を引用している。1950年12月出版の『TIME』では、表紙に中国共産党の毛沢東と大量のバッタが対面する構図を掲載し、朝鮮戦争で朝鮮半島に流入する人民解放軍をバッタと揶揄している。
1997年、アヘン戦争により清から英国に租借されていた香港が、高度な自治権の維持を条件に中華人民共和国に返還された。この後、2003年より香港・マカオへの観光が自由化されたのを機に、ふた親とも香港人でない胎児に香港居留権を得させるために香港へ出産に赴く「双非孕婦」が大量に流入した。2001年から2011年にかけて、香港居留権を得た「双非嬰児」は37万人を超える。香港で生まれた子供には香港永住権が与えられ、教育・医療・住宅その他の給付対象となり、資源の分配問題など、香港社会に強烈な不満を惹き起こし、抗議街宣などが相次いでいる。
中国人の非道をバッタと形容するのは、2009年から2010年にかけて、香港ゴールデンフォーラムを中心に流行が始まった。2012年の初めには孔慶東香港人侮辱事件が発生。この事件に対する言論の制限を契機に、双非児童問題で香港のインターネットは持ち切りとなり、これをまとめた「蝗虫広告」が香港のシンボルの一つとされる獅子山の上から香港を狙うバッタを描き、蝗虫論は香港市民に知れ渡り、ついには外信にまで知れるところとなった。
この双非問題のほか、香港で日用品を買い漁る爆買いや密輸、文明性を欠く観光客、香港の社会的資源の掠奪、香港の核心的価値の侵食などを指して「蝗虫」と呼ばれる。